# حمام بلور ایمانی
حمام بلور ایمانی مربوط به اواخر دوره قاجار است و در ملایر، شمال خیابان شهیدطلوع واقع شده و این اثر در تاریخ ۲۷ دی ۱۳۷۷ با شمارهٔ ثبت ۲۲۵۹ به‌عنوان یکی از آثار ملی ایران به ثبت رسیده است.